# Kepler-90
Kepler-90 (auch KOI-351 und KIC 11442793) ist ein etwa 2800 Lichtjahre entfernter Hauptreihenstern in der Milchstraße. Er ist möglicherweise ein sonnenähnlicher Stern und etwas größer und leuchtkräftiger als die Sonne.
Gemäß Forschungsstand Dezember 2017 besitzt Kepler-90 ein Planetensystem mit acht bekannten Planeten und ist damit zu diesem Stand das einzig bekannte System mit gleich vielen bekannten Planeten wie das Sonnensystem. Mit gleichem Stand ist es auch das System mit den meisten bekannten Exoplaneten, was es zur Zeit seiner Erstveröffentlichung im Oktober 2013 mit seinerzeit sieben Planeten bereits war. Die Daten für die sechs inneren Planeten weisen auf kompakte Supererden oder Mini-Neptune hin, während die beiden äußeren als große Gasplaneten (Gasriesen) einstufbar sind. Der bekannte Teil des Planetensystems um Kepler-90 ist wesentlich dichter zusammengedrängt als das Sonnensystem: die Umlaufbahn des äußersten bekannten Planeten und somit das gesamte bekannte System hat in etwa die Ausmaße der Umlaufbahn der Erde um die Sonne.

## Planeten
Alle Planeten wurden mit der Transitmethode entdeckt. Diese ermöglicht eine zuverlässige Bestimmung der Größe der Planeten, aber keine direkte Messung ihrer Massen. Da die ersten sieben Planeten gleichzeitig entdeckt wurden, folgt ihre Bezeichnung dem Abstand zum Stern, Kepler-90b ist der innerste und Kepler-90h der äußerste jener sieben Planeten. Kepler-90i umrundet den Stern zwischen den Bahnen von Kepler-90c und -d.
| Planet | Entdeckungsjahr | Umlaufzeit [d] | Große Halbachse [AE] | Bahnneigung [Grad] | Transitdauer [h] | Radius [RE] |
| ------ | --------------- | -------------- | -------------------- | ------------------ | ---------------- | ----------- |
| b      | 2013            | 7,01 ± 0,01    | 0,074 ± 0,016        | 89,4 ± 1,5         | 3,99 ± 0,15      | 1,31 ± 0,17 |
| c      | 2013            | 8,72 ± 0,01    | 0,089 ± 0,012        | 89,7 ± 0,7         | 4,41 ± 0,18      | 1,19 ± 0,14 |
| i      | 2017            | 14,45 ± 0,01   | 0,12 ± 0,02          | 89,2 ± +0,6−1,3    | 2,80 ± 0,31      | 1,32 ± 0,21 |
| d      | 2013            | 59,74 ± 0,01   | 0,32 ± 0,05          | 89,7 ± 0,3         | 8,40 ± 0,19      | 2,87 ± 0,30 |
| e      | 2013            | 91,94 ± 0,01   | 0,42 ± 0,06          | 89,8 ± 0,2         | 9,71 ± 0,19      | 2,66 ± 0,29 |
| f      | 2013            | 124,91 ± 0,01  | 0,48 ± 0,09          | 89,8 ± 0,3         | 10,94 ± 0,25     | 2,88 ± 0,52 |
| g      | 2013            | 210,61 ± 0,01  | 0,71 ± 0,08          | 89,8 ± 0,1         | 12,59 ± 0,05     | 8,1 ± 0,8   |
| h      | 2013            | 331,60 ± 0,01  | 1,01 ± 0,11          | 89,6 ± 1,3         | 14,74 ± 0,05     | 11,3 ± 1,0  |

### Kepler-90b und -c
Kepler-90b hat einen in etwa 30 % größeren Radius als die Erde, Kepler-90c etwa  um 20 %. Die Umlaufbahnen weisen eine 5:4-Resonanz auf; dies bedeutet, dass in der Zeit, in der Kepler-90b den Stern fünfmal umkreist, Kepler-90c den Stern genau viermal umkreist. Damit begegnen sich die Planeten immer an den gleichen Positionen. Ähnliche Resonanzen gibt es auch bei drei der vier galileischen Monden des Jupiter. Für weitere dynamische Interaktionen mit den anderen Planeten sind bisher keine Anhaltspunkte aufgezeigt.

### Kepler-90d, -e und -f
Planet Kepler-90d umkreist den Stern mit einer Periode von 60 Tagen. Dies ist vergleichbar mit der Umlaufperiode des Merkurs um die Sonne. Der Radius ist etwa knapp dreimal so groß wie der der Erde. Er ist damit wahrscheinlich eine Supererde oder ein Mini-Neptun. Da die Masse nur geschätzt ist, ist es bisher nicht möglich zu entscheiden, welcher der beiden Klassen dieser Planet angehört.
Kepler-90f ist ähnlich groß wie Kepler-90d, Kepler-90e dürfte etwas kleiner sein. Die Bahnen dieser drei Planeten stehen fast in 2:3:4-Resonanz und sind annähernd kreisförmig.

### Kepler-90g und -h
Die Gasriesen Kepler-90g und Kepler-90h haben einen etwa 8-fachen bzw. 11-fachen Radius der Erde und umrunden den Zentralstern in 211 bzw. 332 Tagen.
Kepler-90g könnte eventuell von einem Mond umkreist werden.

### Kepler-90i
Kepler-90i wurde 2017 bei einer mit Deep Learning (einer der Künstlichen Intelligenz zugerechneten Methode) durchgeführten Analyse der vom Weltraumteleskop Kepler im Zeitraum Mai 2009 bis Mai 2013 erfassten Daten entdeckt, indem so seine sehr schwach ausgeprägten Transitsignale (Verdunkelungen des Zentralsterns) erstmals aufgezeigt wurden, die bei früheren Analysen der Aufmerksamkeit entgangen waren.

## Vergleich mit dem Sonnensystem

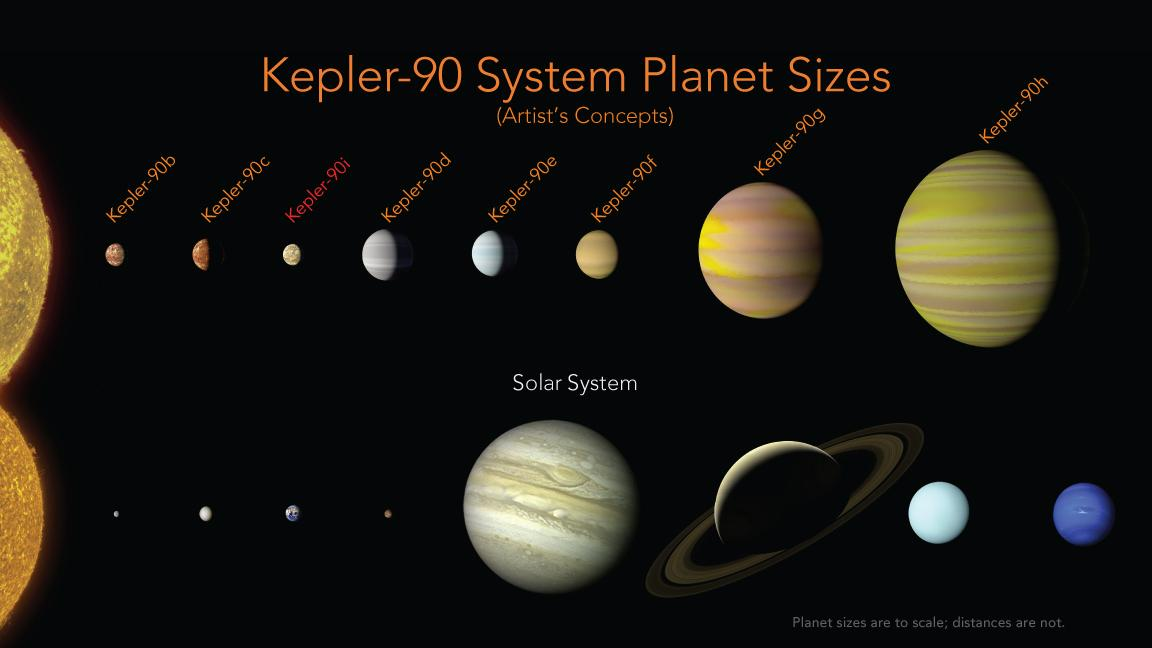
Größenvergleich der Kepler-90-Planeten (Oberflächen: Fantasiedarstellung) mit den Planeten des Sonnensystems

Neben der mit Stand Dezember 2017 gleichen Anzahl bekannter Planeten (je 8) lässt sich eine Parallele zum Sonnensystem darin sehen, dass je zwei Gasriesen den Zentralstern außerhalb einer Folge kleinerer Planeten umrunden: sechs im System Kepler-90, die vier Planeten Merkur, Venus, Erde und Mars im Sonnensystem. Im Sonnensystem ist jedoch mit Jupiter der fünfte Planet von innen der massereichste, im System Kepler-90 (soweit bekannt) der äußerste. Weiterhin sind trotz ähnlicher Eigenschaften der Zentralsterne die inneren Planeten im Sonnensystem wesentlich kleiner und die Umlaufbahnen der Gasriesen im Sonnensystem erheblich größer (Umlaufzeiten Jupiter 4.333 Tage bzw. Saturn 10.559 Tage, gegenüber 211 bzw. 332 Tagen für Kepler-90g bzw. -h) und auch durch eine deutliche Lücke (den Asteroidengürtel) getrennt. Somit kann von einer Ähnlichkeit der Systeme hinsichtlich Bahnradius- und Masseverteilung der Planeten nicht gesprochen werden.